# Oh, Sleeper
Oh, Sleeper – amerykański zespół chrześcijański wykonujący metalcore, utworzony w kwietniu 2006 w Fort Worth, Teksas. Nazwa (O, śpiący) pochodzi z fragmentu Listu do Efezjan:
Zbudź się, o śpiący, i powstań z martwych, a zajaśnieje ci Chrystus.
Członkowie kapeli są chrześcijanami, co widoczne jest w przesłaniu tekstów.

## Życiorys

### Początki iThe Armored MarchEP
Oh, Sleeper powstał w kwietniu 2006, założycielami byli: Ryan Conley – perkusista krótko istniejącego rockowego zespołu Terminal, Shane Blay – gitarzysta zespołów Evelynn oraz Between the Buried and Me, były basista Terminal – Lucas Starr. Następnie do zespołu dołączył wokalista Micah Kinard. Początkowo zespół miał trudności ze znalezieniem sali prób oraz środków na rozpoczęcie działalności koncertowej. Problemem był także brak drugiego gitarzysty, którym ostatecznie okazał się James Erwin – były członek Terminal'u. W tym 5-osobym składzie zespół nagrał EP The Armored March.

### When I Am God
Zespół podpisał kontrakt z Solid State Records latem 2007 roku. Ich debiutancki album When I Am God, został wydany 23 października 2007 roku. Po podpisaniu kontraktu, podczas świętowania tego wydarzenia na Rigdalia Theater 24 października sesyjny gitarzysta i wieloletni przyjaciel Cody Allen zmarł nagle na skutek nierozpoznanej dotąd choroby serca. Cody był najbardziej znany z gry w zespole Stares to Somewhere New, pochodzącym z Denver. Członkowie zespołu Oh, Sleeper założyli fundację ku pamięci Cody'ego Allena, na łamach której udzielają lekcji muzyki dla dzieci upośledzonych w południowo-wschodnim Teksasie. W 2008 roku zespół supportował Demon Hunter na trasie Stronger Than Hell Tour, wraz z Living Sacrifice, Advent i The Famine. Trasa Anti-Motger, gdzie wspierali Norma Jean, była ostatnią trasą z udziałem perkusisty Ryana Conleya.

### Odejście Ryana Conleya
Perkusista Ryan Conley opuścił Oh, Sleeper po tym, jak oznajmił, iż zamierza wstąpić do marynarki wojennej. Po ostatnim utworze Oh, Sleeper, Ryan wygłosił krótkie przemówienie dla fanów, powiedział, że bardzo kocha Boga i członków zespołu. Na koniec oświadczył się swojej dziewczynie, Lynn Cole. Cały film z tego wydarzenia jest dostępny na YouTube.

### Son of The Morning
Na początku 2009 roku zespół oznajmił, iż zamierza wydać nowy album, zatytułowany Son of The Morning. Album został wydany 25 sierpnia 2009. Wokalista Micah, opisując brzmienie nowej płyty, zapewnił, że pozostanie ona w podobnym wydźwięku, co poprzednia. Prosił fanów, by przekazali mu, co byłoby dla nich najlepsze. Odpowiedź z ich strony była prośbą, by przesłanie było bardziej bezpośrednie (When I Am God zawiera sporo metafor). Koncepcja płyty jest oparta na ostatecznej walce pomiędzy Bogiem a szatanem. Pierwszym singlem z płyty był utwór tytułowy, Son of the Morning. Zespół wyjaśnił, co oznacza okładka albumu, niektóre piosenki i co reprezentuje. Okładka Son of The Morning to oszpecony pentagram, pozbawiony dwóch górnych ramion, które symbolizują rogi szatana. Ostatni śpiew na płycie to "I'll cut off your thorns!" (tł. odetnę twe rogi) w utworze The Finisher.
Album zadebiutował na liście Billboard 200 na # 120, a także na mapach na # 46 Rock Albums, na # 7 Christian Albumy i # 12 w Hard Rock Albums.
W kwietniu 2010 roku doszło do kolejnej zmiany w składzie zespołu. Perkusista Matt Davis, który nagrywał z zespołem płytę Son of The Morning opuścił ekipę. Jego miejsce zajął Zac Mayfield.

### Children Of Fire
W 2011 roku zespół wydał trzeci studyjny album. Lucas Starr – dotychczasowy basista i założyciel Oh, Sleeper, zakończył współpracę z kapelą. Na nowym albumie, jak i w składzie jego miejsce zajął zaprzyjaźniony z kapelą Nate Grady.
14 kwietnia 2014 poinformowano, że wokalista grupy, Shane Blay, został członkiem nowej grupy Wovenwar, którą stworzyli czterej członkowie formacji As I Lay Dying, Jordan Mancino, Phil Sgrosso, Nick Hipa i Josh Gilbert.

## Członkowie
Obecni członkowie
- Micah Kinard (2006 – obecnie) – wokal, gitary, klawisze
- James Erwin (2006 – obecnie) – gitara
- Shane Blay (2006 – obecnie) – gitara, wokal
- Nate Grady (2011 – obecnie) – bas
- Zac Mayfield (2010 – obecnie) – perkusja

Byli członkowie
- Ryan Conley (2006-2008) – perkusja
- Matt Davis (2008-2010) – perkusja
- Lucas Starr (2006-2011) – bas

## Dyskografia
| Rok  | Tytuł                | Wytwórnia           | Notowania | Notowania | Notowania | Notowania    | Notowania |
| Rok  | Tytuł                | Wytwórnia           | US        | US Heat   | US Rock   | US Hard Rock |           |
| ---- | -------------------- | ------------------- | --------- | --------- | --------- | ------------ | --------- |
| 2006 | The Armored March EP | 1x1 Music           | —         | —         | —         | —            | —         |
| 2007 | When I Am God        | Solid State Records | —         | 19        | —         | —            |           |
| 2009 | Son of the Morning   | Solid State Records | 120       | 7         | —         | 46           |           |
| 2011 | Children of fire     | 142                 | -         | 32        | 1         |              |           |

## Teledyski
- "We Are The Archers" – Armored March (2006)
- "Vices Like Vipers" – When I Am God (2007)
- "Son of The Morning" – Son of The Morning (2009)
- "The Finisher" – Son of The Morning (2010)
- "Endseekers" - "Children of Fire" (2011)